# A Certain Mr. Jobim
A Certain Mr. Jobim — студийный альбом бразильского музыканта Антониу Карлоса Жобина, выпущенный в 1967 году на лейбле Warner Bros. Records. Аранжировщиком альбома выступил Клаус Огерман.

## Отзывы и признание
| Оценки критиков                     | Оценки критиков |
| Источник                            | Оценка          |
| ----------------------------------- | --------------- |
| AllMusic                            | [ 1 ]           |
| Encyclopedia of Popular Music       | [ 2 ]           |
| The Rolling Stone Jazz Record Guide | [ 3 ]           |

Брюс Эдер из AllMusic заявил, что альбом стал превосходной демонстрацией мелодического аспекта творчества Жобина, хотя материал, как и многое из работ Жобина в течение его бурного первого десятилетия международного признания, представлял собой незавершенную работу, что подтверждается последующей переработкой потрясающего заключительного номера «Zingaro» в «Retrato em Branco e Preto». Рецензент журнала Billboard отметил, что все песни на альбоме звучат хорошо, а также выделил «Zingaro», «Don’t Ever Go Away» как лучшие

## Список композиций
Все песни написаны Антониу Карлосом Жобином, соавторы указаны ниже.
1. «Bonita» (Рэй Гилберт) — 2:58
2. «Se Todos Fossem Iguais a Você» (Винисиус ди Морайс) — 2:18
3. «Off-Key (Desafinado)» (Джин Лис, Ньютон Мендонса) — 3:08
4. «Photograph» (Рэй Гилберт) — 2:12
5. «Surfboard» — 2:48
6. «Outra Vez (Once Again)» — 2:09
7. «I Was Just One More for You (Esperança Perdida)» (Билли Бланко, Рэй Гилберт) — 2:26
8. «Estrada Do Sol» (Долорес Дюран) — 3:31
9. «Por Causa de Vocé (Don’t Ever Go Away)» (Долорес Дюран, Рэй Гилберт) — 2:48
10. «Zingaro» — 2:16

## Участники записи
- Антониу Карлос Жобин — фортепиано, гитара, орган, вокал
- Клаус Огерман — аранжировщик, дирижёр
- Дом Ум Роман — ударные

## Чарты
| Чарт (1968)                            | Высшая позиция |
| -------------------------------------- | -------------- |
| США (Billboard Best Selling Jazz LP’s) | 14             |